# 피터 첼섬

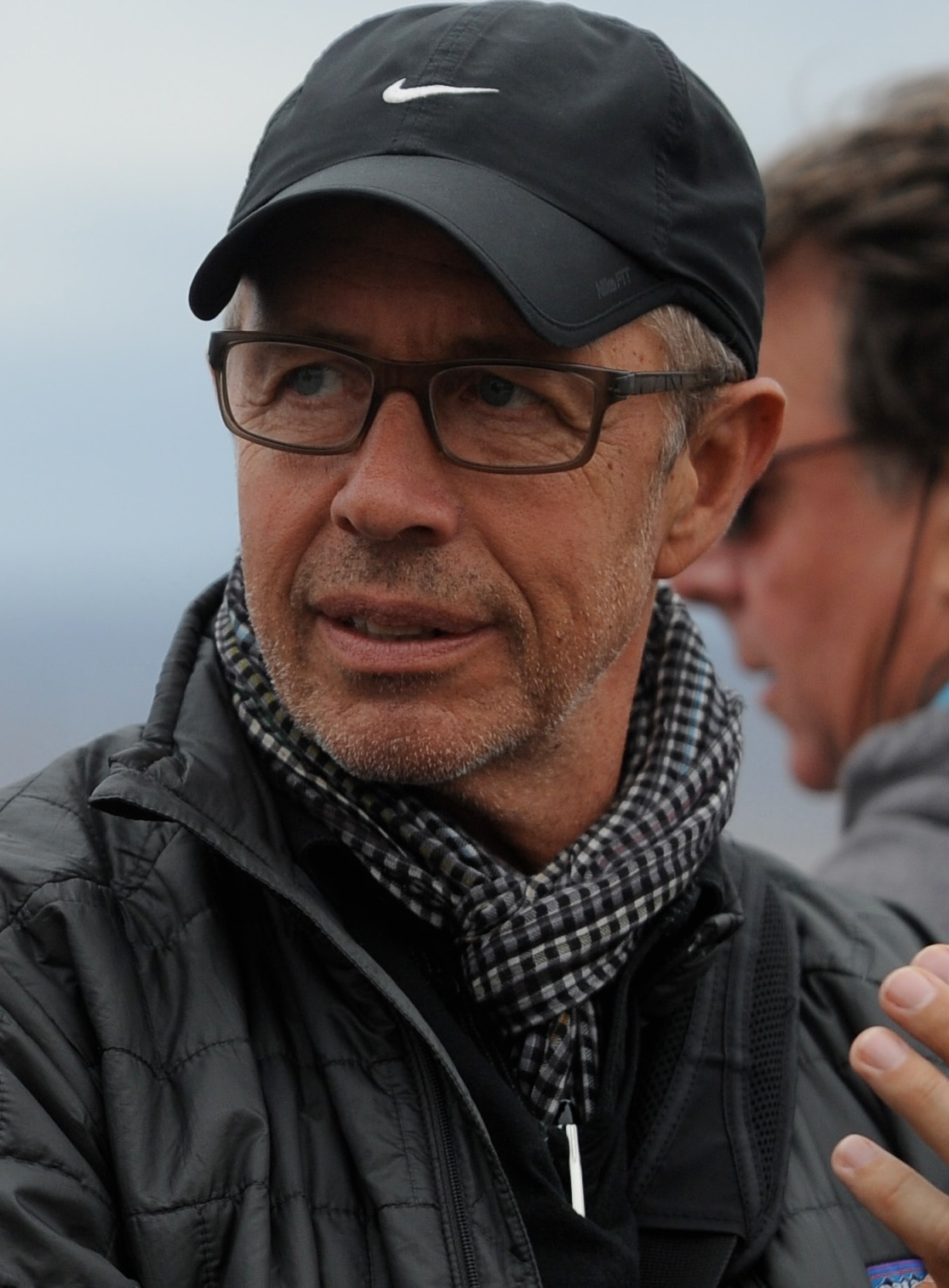

피터 첼섬(Peter Chelsom, 1956년 4월 20일~)은 영국의 영화 감독, 작가, 배우이다. 《꾸뻬씨의 행복여행》, 《세렌디피티》, 《쉘 위 댄스》 등의 영화를 감독했다.
블랙풀에서 태어났다.

## 참여 작품

### 감독
- 내 노래를 들어라
- 마이티
- 세렌디피티
- 쉘 위 댄스
- 한나 몬타나: 더 무비
- 꾸뻬씨의 행복여행
- 스페이스 비트윈 어스

### 배우
- 노엘 코워드